# SMS Blücher (1908)

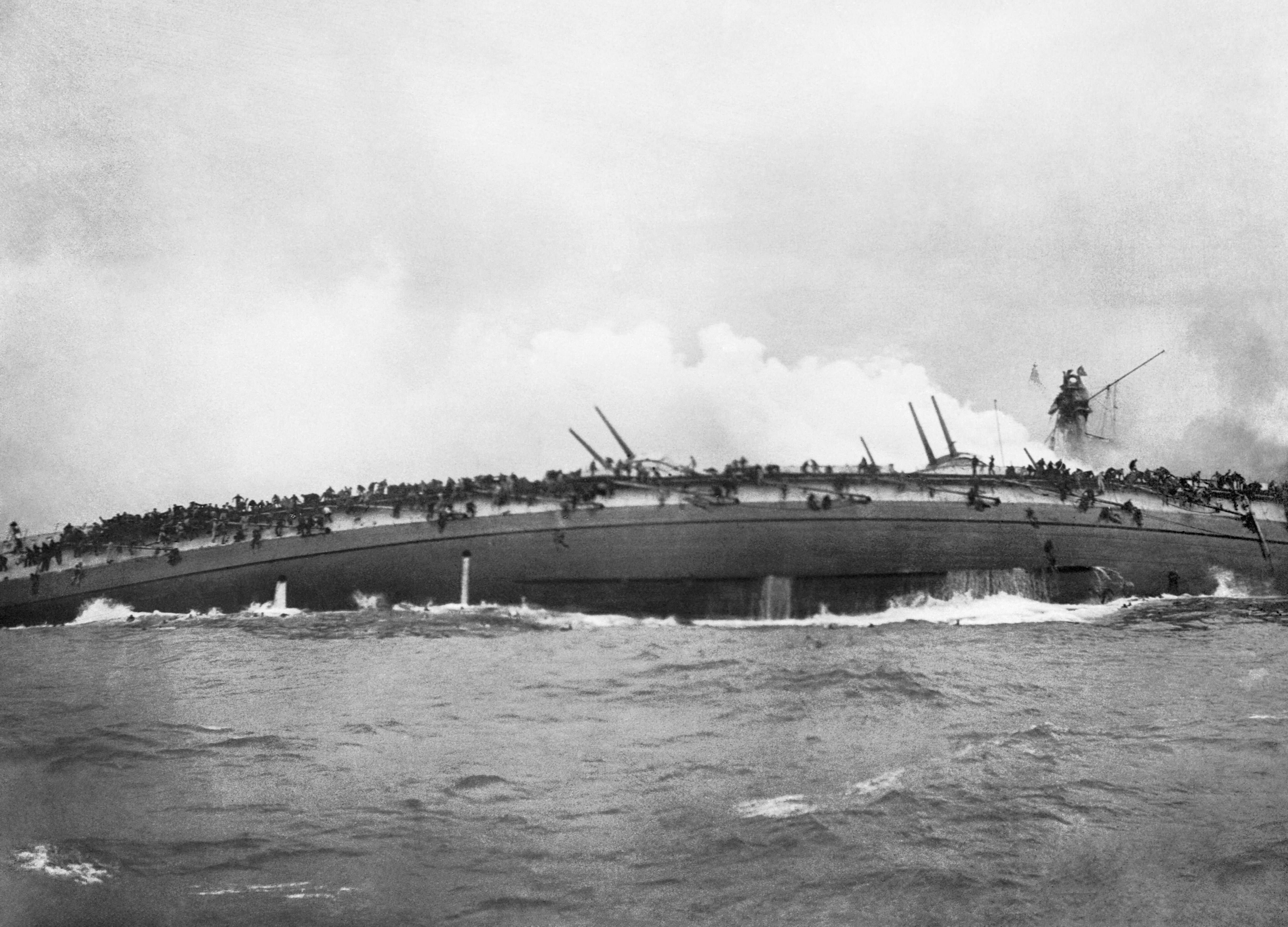
Tonący SMS "Blücher"

SMS Blücher – niemiecki krążownik pancerny z okresu I wojny światowej, w służbie od 1909 roku. Był ostatnim niemieckim okrętem tej klasy. Zatopiony 24 stycznia 1915 roku podczas bitwy na Dogger Bank.

## Projekt i budowa
Po rozpoczęciu prac projektowych nad pierwszymi niemieckimi drednotami Ministerstwo Marynarki Wojennej zdecydowało o rozpoczęciu planowania nowego krążownika pancernego, który miał towarzyszyć powstającym pancernikom. Nie było jednak wiadome, jak będą wyglądały nowe brytyjskie krążowniki powstające równolegle z drednotami. Niemcy przewidywali, że będą one udoskonaloną wersją krążowników pancernych typu Minotaur i otrzymają ujednoliconą artylerię główną składającą się z dział kalibru 234 mm. Dopiero w sierpniu 1906 attaché morski w Londynie przekazał informację, że krążowniki liniowe typu Invincible będą uzbrojone w działa kalibru 305 mm. Do tego czasu prace projektowe przy „Blücherze” były już bardzo zaawansowane, a w roku budżetowym 1906 brakowało pieniędzy na budowę dużo większego krążownika, przez co plan „Blüchera” nie został poprawiony.
Przy projektowaniu krążownika E, jak początkowo określano nowy okręt, oparto się na typie Scharnhorst. W kolejnych wariantach projektu, oznaczonych od E1 do E23, prezentowano różne koncepcje krążownika. W projektach oznaczonych najniższymi numerami proponowano układ konstrukcyjny zbliżony do „Scharnhorsta” i „Gneisenaua” – z czterema kominami i 10–12 działami kalibru 210 mm rozmieszczonymi częściowo w wieżach, a częściowo w kazamatach. W wariantach od E17 do E23 przewidywano uzbrojenie krążownika w działa kalibru 240 mm. Prace te przypadły na lata 1904–1905. 
Stępkę pod „Blüchera” położono 21 lutego 1907. Budowa otrzymała w stoczni Kaiserliche Werft w Kilonii numer 33. Okręt został wodowany 11 kwietnia 1908. W ceremonii tej wzięli udział potomkowie patrona krążownika, feldmarszałka Gebharda Leberechta von Blüchera, a matką chrzestną okrętu została hrabina Blücher von Wahlstatt. Koszt budowy okrętu wyniósł 28,532 mln marek.

## Dane techniczne
- wyporność: 15 840 ton
- wymiary: długość / szerokość / zanurzenie: 161,7 / 24,4 / 8,0 m
- siłownia: kotły parowe, opalane węglem; 3 maszyny parowe potrójnego rozprężania; moc: 32 000 KM
- prędkość maksymalna: 24,5 węzłów
- zasięg: 6600 Mm (przy prędkości 12 w.)
- załoga: 850 ludzi
- uzbrojenie:
  - 12 dział kalibru 210 mm (w 6 wieżach dwudziałowych: po 1 na dziobie i rufie i po 2 na burtach)
  - 8 dział kalibru 150 mm (w kazamatach)
  - 16 dział kalibru 88 mm
  - 3 wyrzutnie torpedowe kalibru 500 mm
- pancerz:
  - burtowy – 180 mm
  - wieże artylerii głównej – 180 mm

## Służba

### Służba przedwojenna
„Blücher” wszedł do służby 1 października 1909. Po przejściu prób i usunięciu ujawnionych w ich toku usterek, wiosną 1910 okręt został przydzielony do 1. Grupy Rozpoznawczej. W 1911 krążownik stał się platformą badawczą, na której testowano nowe urządzenia kierowania ogniem. W tym samym roku załoga krążownika otrzymała nagrodę za bardzo dobre rezultaty strzelań ćwiczebnych. W 1913 „Blücher” przeszedł przebudowę, w czasie której otrzymał trójnożny maszt dziobowy, na szczycie którego zainstalowano stanowisko kierowania ogniem. Było to pierwsze zastosowanie takiego rozwiązania na niemieckim okręcie. W trakcie kolejnych modyfikacji, zakończonych w 1914, okręt otrzymał nowe przyrządy optyczne i instalację przekazującą informacje z głównego stanowiska kierowania ogniem do wież.
W 1914 „Blücher” ponownie został przydzielony do 1. Grupy Rozpoznawczej. 29 maja krążownik wszedł na mieliznę niedaleko Romsø. Dopiero po dwóch dniach małemu krążownikowi „Augsburg” udało się ściągnąć „Blüchera” na głęboką wodę, a pancernik „Wettin” odholował go do Kilonii.

### Początek I wojny światowej i działania na Bałtyku
Po wypadzie rosyjskich krążowników w rejon Gotlandii w dniach 1–2 września 1914, dowódca floty niemieckiej na Morzu Bałtyckim, adm. Henryk ks. Pruski, zaczął domagać się wzmocnienia swoich sił w celu wykonania zbrojnej demonstracji przed Zatoką Fińską. Miało to odwieść dowództwo Floty Bałtyckiej od przeprowadzania kolejnych rajdów. Wobec tego zdecydowano się przerzucić na Bałtyk 4. Eskadrę Okrętów Liniowych, „Blüchera”, krążownik lekki „Straßburg” oraz 2. i 6. Flotyllę Kontrtorpedowców.
Akcja sił niemieckich rozpoczęła się 3 września o 8.15, gdy pancerniki z 4. Eskadry wyszły z Kilonii, 4 września po południu wyruszyła reszta floty. Dowodził nią z pokładu „Blüchera” adm. Henryk ks. Pruski. Po ustaleniu planu działania 5 września w czasie narady dowódców, 6 września podzielona na trzy zespoły flota rozpoczęła przygotowywanie pułapki na siły rosyjskie. „Blücher” wraz ze „Straßburgiem”, pancernikami „Elsaß” i SMS „Braunschweig” oraz 2 flotyllą kontrtorpedowców rankiem 6 września osiągnął rejon latarni Grönskär. O 12.56 „Augsburg” zameldował o kontakcie z dwoma rosyjskimi krążownikami – „Bajanem” i „Pałładą”. „Blücher”, „Straßburg” i kontrtorpedowce ruszyły natychmiast w tamtym kierunku, pozostawiając wolniejsze okręty liniowe. Pierwszy na rosyjskich krążownikach został zauważony o 13.50 „Straßburg”, a „Blücher” dostrzegł przeciwnika o 15.30, lecz dopiero o 16.17 oddał pierwsze salwy. Wkrótce jednak odległość między zespołem niemieckim a rosyjskim wzrosła do ok. 17 km, wobec czego Niemcy przerwali ogień, który nie wyrządził żadnych szkód. „Bajan” i „Pałłada” wycofały się na wody Zatoki Fińskiej, a adm. Henryk ks. Pruski nie zdecydował się na pościg. 7 września trzy małe krążowniki i kontrtorpedowiec dokonały wypadu przeciwko rosyjskiej żegludze na Zatoce Botnickiej, po czym siły niemieckie zawróciły do baz.
Kolejna operacja floty niemieckiej miała miejsce w drugiej połowie września. Wobec ciężkiej sytuacji armii austro-węgierskiej niemieckie naczelne dowództwo zdecydowało się przeprowadzić desant w rejonie Windawy, aby odciągnąć część sił rosyjskich z frontu. Do wykonania zadania wyznaczono min.: 4. i 5. Eskadrę Okrętów Liniowych. „Blücher” wraz z trzema krążownikami lekkimi i trzema kontrtorpedowcami miał patrolować wejścia do Zatoki Fińskiej i Ryskiej i pełnić funkcję wysuniętych sił osłonowych. Niemieckie okręty liniowe i transportowce z wojskiem demonstracyjnie podeszły pod Windawę 23 września i manewrowały w jej rejonie także następnego dnia. Nie doszło do walk z flotą rosyjską ani do wysadzenia oddziałów na ląd, a w nocy z 24 na 25 września Niemcy zawrócili do baz, gdyż otrzymali informację o rzekomym przedostaniu się angielskich okrętów na Bałtyk. Po tej operacji „Blücher” powrócił na Morze Północne i został włączony w skład 1. Grupy Rozpoznawczej. 

### Bombardowanie Yarmouth
Na początku listopada Kaiserliche Marine rozpoczęła wypad w celu ostrzelania brytyjskiej miejscowości nadmorskiej Great Yarmouth. Bombardowania miała dokonać 1. Grupa Rozpoznawcza pod dowództwem kadm. Franza Hippera, w skład której oprócz „Blüchera” wchodziły krążowniki liniowe „Von der Tann”, „Seydlitz” i „Moltke”. Osłaniać ją miała 2. Grupa Rozpoznawcza, złożona z 4 krążowników lekkich, które miały również wykonać minowanie u wybrzeży angielskich. Dalekie ubezpieczenie stanowiły dwie eskadry okrętów liniowych.
Obie grupy rozpoznawcze opuściły Wilhelmshaven 2 listopada o 16.30, a eskadry pancerników – o 18.00. Pod wybrzeże angielskie krążowniki dotarły rankiem następnego dnia, napotykając tam niszczyciele „Lively” i „Leopard” oraz kanonierkę torpedową „Halcyon”. „Seydlitz” ostrzelał kanonierkę, lecz dzięki zasłonie dymnej postawionej przez niszczyciele udało jej się uciec. Okręty 1. Grupy Rozpoznawczej rozpoczęły bombardowanie, lecz z uwagi na pośpiech większość z wystrzelonych 375 pocisków upadła na plażę. W tym czasie „Stralsund” postawił ok. 100 min, na których zatonął okręt podwodny „D5”. W czasie drogi powrotnej nie napotkano floty brytyjskiej, lecz w wyniku błędu nawigacyjnego 4 listopada „Yorck” wszedł na własne pole minowe i zatonął.

### Bombardowanie Scarborough, Hartlepool i Whitby
Po wypadzie na Yarmouth Niemcy zdecydowali się przeprowadzić podobną akcję, lecz tym razem celem miały być położone w północnej Anglii miejscowości Scarborough, Hartlepool i Whitby. Ku angielskiemu wybrzeżu wyruszył 15 grudnia zespół kadm. Hippera, w skład którego wchodziła 1. i 2. Grupa Rozpoznawcza oraz 1. i 9. flotylla kontrtorpedowców. Daleką osłonę miały zapewnić siły główne Hochseeflotte pod dowództwem adm. Friedricha von Ingenohla składające się z 22 pancerników.
Zespół kadm. Hippera został podzielony przed dotarciem do celu. „Blücher”, „Seydlitz” i „Moltke” skierowały się w stronę Hartlepool. 16 grudnia krążowniki zbliżyły się do celu, gdzie napotkały cztery brytyjskie niszczyciele. Gdy zostały ostrzelane, wycofały się poza zasięg dział okrętów niemieckich. Te rozpoczęły bombardowanie celów na lądzie, lecz Brytyjczycy odpowiedzieli ogniem artylerii nadbrzeżnej, trafiając „Blüchera” czterema pociskami kalibru 152 mm (9 marynarzy odniosło obrażenia), „Seydlitza” – trzema, a „Moltkego” – jednym. Niemcom udało się jednak zmusić baterie brytyjskie do przerwania ognia, dzięki czemu mogli kontynuować ostrzał Hartlepool. W sumie wystrzelono ok. 1150 ciężkich pocisków, zabito 86 mieszkańców i raniono 424 oraz uszkodzono próbujący wydostać się z portu krążownik „Patrol”.
Około południa krążowniki lekkie i kontrtorpedowce odesłane wcześniej przez kadm. Hippera z powodu złej pogody napotkały krążowniki lekkie z zespołu wadm. Davida Beatty'ego. Była to sytuacja groźna dla 1. Grupy Rozpoznawczej, gdyż w ewentualnym starciu z krążownikami liniowymi wadm. Beatty'ego i nieodległą 2. Eskadrą Okrętów Liniowych nie mogła liczyć na wsparcie Hochseeflotte, gdyż ta wycofała się już rankiem po zauważeniu sił brytyjskich. Jednak z powodu problemów w komunikacji między okrętami Royal Navy krążowniki lekkie oderwały się od nieprzyjaciela, a ostrzeżone siły główne kadm. Hippera ominęły Brytyjczyków. 

### Bitwa na Dogger Bank
Po udanych wypadach z końca 1914, dowództwo niemieckie rozpoczęło planowanie kolejnej takiej operacji. Adm. von Ingenohl zdecydował się wysłać 1. i 2. Grupę Rozpoznawczą wraz z eskortą kontrtorpedowców w rejon Dogger Bank w celu zniszczenia patrolujących te okolice brytyjskich sił lekkich oraz trawlerów rybackich, rzekomo śledzących ruchy floty niemieckiej. W przeciwieństwie do poprzednich rajdów, nie było przewidziane ubezpieczenie w postaci sił głównych Hochseeflotte.
Trzon sił mających dokonać wypadu stanowiły krążowniki 1. Grupy Rozpoznawczej: „Seydlitz” (flagowy okręt kadm. Hippera) „Blücher”, „Derfflinger” i „Moltke”. Ich osłonę stanowiły cztery krążowniki lekkie i 18 kontrtorpedowców. Z uwagi na długie okresy niepogody, termin akcji był kilkukrotnie przesuwany. Ostatecznie okręty niemieckie wyruszyły z Jade po południu 23 stycznia 1915. Jednak plany dowództwa Kaiserliche Marine były znane Brytyjczykom, gdyż kryptolodzy z tzw. Pokoju 40 odczytywali niemieckie depesze. Znając skład zespołu kadm. Hippera i cel jego rajdu, Admiralicja wysłała w rejon Dogger Bank kilka zespołów okrętów. Jako pierwsze ławicę miały osiągnąć krążowniki liniowe dowodzone przez wadm. Beatty'ego i siły Harwich, na czele których stał komodor Reginald Tyrwhitt. Później miały do nich dołączyć m.in.: pancerniki wadm. Edwarda Bradforda. Siły brytyjskie wyszły w morze wieczorem 23 stycznia.
Nad ranem 24 stycznia siły niemieckie dotarły w rejon Dogger Bank. Po 07.00 doszło do krótkiego starcia między krążownikami lekkimi „Kolberg” i „Aurora”. Oba okręty powiadomiły dowódców zespołów o kontakcie z nieprzyjacielem. Kadm. Hipper początkowo skierował swe siły do miejsca pierwszego starcia, lecz o 07.35, po otrzymaniu meldunków o wykryciu kolejnych okrętów brytyjskich, zdecydował się zawrócić na południowy wschód i zwiększyć prędkość z 15 do 20 w. Wadm. Beatty, również otrzymując informacje o zauważeniu kolejnych okrętów, stopniowo zwiększał prędkość swych krążowników liniowych.  
Zatopiony 24 stycznia 1915 roku podczas bitwy na Dogger Bank.